# 1583 a tudományban
Az 1583. év a tudományban és a technikában.

## Születések
- Jean-Baptiste Morin de Villefranche francia matematikus, asztrológus († 1656)

## Halálozások
- szeptember 9. – Humphrey Gilbert angol felfedező, az észak-amerikai gyarmatalapítások résztvevője  (* 1539)
- augusztus 29. – Budai Parmenius István humanista költő, Észak-Amerika felfedező utazója, Humphrey Gilbert expedíciójának krónikása (* 1555– 1560 között )
- december 31. – Thomas Erastus svájci német orvos, teológus (* 1524)